# Technosaurus
Technosaurus là một chi archosauriformes sống vào thời kỳ kỷ Trias tại Texas, Hoa Kỳ. 